# Ukrajinska sovjetska socialistična republika
Ukrajinska sovjetska socialistična republika (Ukrajinska SSR; ukrajinsko Украї́нська Радя́нська Соціалісти́чна Респу́бліка, latinizirano: Ukrajin'ska Radjan'ska Socialistyčna Respublika, kratica УРСР, URSR; rusko Украи́нская Сове́тская Социалисти́ческая Респу́блика, kratica УССР, USSR), znana tudi kot Sovjetska Ukrajina, je bila ena od republik Sovjetske zveze od njene ustanovitve leta 1922 do razpada leta 1991. V himni Ukrajinske sovjetske socialistične republike je republika omenjena preprosto kot Ukrajina. Republiki je vladala Komunistična partija Sovjetske zveze prek svoje republiške podružnice Komunistične partije Ukrajine, kot zvezni republiki Sovjetske zveze, ki je bila močno centralizirana enostrankarska država. Prva boljševiška ukrajinska republika je bila ustanovljena decembra 1917 kot Ukrajinska sovjetska republika kmalu potem, ko se je v Rusiji začela boljševiška revolucija. Ukrajinska državljanska vojna je potekala med različnimi ukrajinskimi republikami, ki so jih ustanovili ukrajinski nacionalisti, anarhisti in boljševiki s pomočjo sosednjih držav. Ukrajinsko SSR so ustanovili boljševiki po porazu Ukrajinske ljudske republike v sovjetsko-ukrajinski vojni med rusko državljansko vojno. Kot sovjetska protodržava je Ukrajinska SSR postala članica Združenih narodov skupaj z Belorusko SSR, čeprav ju je v svojih zadevah z državami zunaj Sovjetske zveze pravno zastopala zvezna država. Z razpadom Sovjetske zveze se je Ukrajinska SSR preoblikovala v neodvisno državo Ukrajino, čeprav je njena stara ustava ostala v uporabi do sprejetja nove ustave junija 1996.
V svoji 72-letni zgodovini so se meje republike velikokrat spreminjale, pri čemer so sovjetske sile leta 1939 priključile od Republike Poljske večji del današnje Zahodne Ukrajine, in poleg tega so leta 1945 od Češkoslovaške priključile Karpatsko Rutenijo. Od svoje ustanovitve je mesto Harkov služilo kot glavno mesto republike. Vendar je bil sedež vlade pozneje leta 1934 prestavljen v mesto Kijev, zgodovinsko prestolnico Ukrajine, ki je ostalo glavno mesto do konca obstoja Ukrajinske SSR in ostalo glavno mesto neodvisne Ukrajine po razpadu Sovjetske zveze.
Geografsko se je Ukrajinska SSR nahajala v vzhodni Evropi na severu Črnega morja in mejila na sovjetske republike Moldavije, Belorusije in Rusije. Meja Ukrajinske SSR s Češkoslovaško je bila najzahodnejša mejna točka Sovjetske zveze. Po sovjetskem popisu  leta 1989 je imela republika 51.706.746 prebivalcev in se je po razpadu Sovjetske zveze močno zmanjšalo.